# Afrotyphlops mucruso
Afrotyphlops mucruso — вид змій родини сліпунів (Typhlopidae). Мешкає в Центральній і Південній Африці.

## Поширення і екологія
Afrotyphlops mucruso мешкають на узбережжі Кенії, на півдні Демократичної Республіки Конго, в Танзанії, Анголі, Замбії, Зімбабве, Малаві, Мозамбіку, східній Намібії, Ботсвані, та північно-східній ПАР. Вони живуть в саванах, лісосаванах і міомбо, серед лісової підстилки та під камінням. Ведуть риючий спосіб життя. Відкладають яйця.